# Rolando
Rolando, właśc. Rolando Jorge Pires da Fonseca (wym. [ʁuˈlandu]; ur. 31 sierpnia 1985 na wyspie São Vicente, Republika Zielonego Przylądka) – portugalski piłkarz grający na pozycji środkowego obrońcy.

## Kariera klubowa
Rolando urodził się w Republice Zielonego Przylądka, a w wieku 15 lat wyemigrował do Portugalii. Karierę piłkarską rozpoczął w juniorach klubu SC Campomaiorense, a w 2003 roku przeszedł do CF Os Belenenses. W 2004 roku awansował ze zespołu juniorów do seniorów, a 28 sierpnia tamtego roku zadebiutował w pierwszej lidze portugalskiej w wygranym 3:0 domowym spotkaniu z CS Marítimo i już w swoim debiucie zdobył gola. Od sezonu 2005/2006 był podstawowym zawodnikiem Belenenses i przez cztery sezony rozegrał dla tego klubu 97 meczów, w których zdobył 7 goli.

### FC Porto
Latem 2008 roku Rolando został piłkarzem FC Porto, do którego został sprzedany za 950 tysięcy euro. Ze „Smokami” związał się czteroletnim kontraktem. W nowym zespole swoje pierwsze spotkanie rozegrał 30 sierpnia w przeciwko Benfice Lizbona, które zakończyło się remisem 1:1. Od czasu debiutu jest podstawowym zawodnikiem Porto. Wygrał rywalizację z Pedro Emanuelem i stworzył środek obrony wraz z Bruno Alvesem. 5 listopada 2008 zdobył pierwszą bramkę w barwach Portistas w meczu grupowym Ligi Mistrzów z Dynamem Kijów. W rozegranym 7 sierpnia 2010 r. zwycięskim meczu o Superpuchar Portugalii z Benficą zdobył pierwszą bramkę dla zespołu FC Porto (2:0). Dokładnie rok później w meczu o to samo trofeum z Vitorią Guimaraes zaliczył dwa trafienia dając klubowi ze Stadionu Smoka zwycięstwo 2:1. Po przyjściu do klubu Vitora Pereiry odebrano mu opaskę kapitańską i odsunięto od zespołu. Chcąc pozbyć się go ze zespołu zaoferowano Rolando Queens Park Rangers, które broniło się przed spadkiem z Premiership. Piłkarz odmówił przenosin do Anglii, co spowodowało definitywną rezygnację z jego usług w dalszych planach zespołu. Przez pierwszą połowę sezonu 2012/2013 właściwie tylko trenował, by podtrzymać formę.

### Włochy
30 stycznia 2013 został wypożyczony do końca sezonu do SSC Napoli. Debiut Rolando w barwach Partenopejczyków miał miejsce 10 marca 2013 w spotkaniu ligowym z Chievo Werona. Ogółem dla „Azzurrich” zagrał w 7 meczach. Od 10 sierpnia jest zawodnikiem Interu Mediolan, do którego został wypożyczony na rok. Nerazzurri zapłacili Smokom poł miliona euro za usługi Portugalczyka. 29 września 2013 zadebiutował w niebiesko-czarnych barwach w ligowym spotkaniu z Cagliari Calcio (1:1), w którym nieszczęśliwie odbita od jego goleni piłka zmyliła Handanovicia i wpadła do siatki.

## Kariera reprezentacyjna
W latach 2004–2008 Rolando rozegrał 7 spotkań w reprezentacji Portugalii U-21 i wystąpił z nią na Mistrzostwach Europy U-21 2007. W pierwszej reprezentacji zadebiutował 11 lutego 2009 w wygranym 1:0 towarzyskim meczu z Finlandią, rozegranym w Faro. Znalazł się w składzie drużyny narodowej na Mistrzostwa Świata w 2010 r., ale w nich nie zagrał. Na Euro 2012 zagrał w trzech spotkaniach przez 7 minut i otrzymał za 2. miejsce brązowy medal.

## Sukcesy
Klubowe
- Liga Europy UEFA: 2010/2011
- fianlista Superpucharu Europy UEFA: 2011
- Mistrzostwo Portugalii (3): 2008/2009, 2010/2011, 2011/2012
- Puchar Portugalii (3): 2008/2009, 2010/2011, 2011/2012
- Superpuchar Portugalii (4): 2009, 2010, 2011, 2012

Reprezentacyjne
- Mistrzostwach Europy w 2012: Brąz

## Statystyki

### Klubowe
| Klub             | Sezon     | Kraj       | Rozgrywki | Mecze | Bramki | Asysty |
| ---------------- | --------- | ---------- | --------- | ----- | ------ | ------ |
| CF Os Belenenses | 2004/2005 | Portugalia | SuperLiga | 16    | 2      | 0      |
| CF Os Belenenses | 2005/2006 | Portugalia | SuperLiga | 25    | 3      | 0      |
| CF Os Belenenses | 2006/2007 | Portugalia | SuperLiga | 26    | 0      | 0      |
| CF Os Belenenses | 2007/2008 | Portugalia | SuperLiga | 30    | 2      | 1      |
| CF Os Belenenses | Razem     | Portugalia | SuperLiga | 97    | 7      | 1      |
| FC Porto         | 2008/2009 | Portugalia | SuperLiga | 28    | 3      | 1      |
| FC Porto         | 2009/2010 | Portugalia | SuperLiga | 28    | 3      | 1      |
| FC Porto         | 2010/2011 | Portugalia | SuperLiga | 29    | 0      | 1      |
| FC Porto         | 2011/2012 | Portugalia | SuperLiga | 26    | 1      | 1      |
| FC Porto         | 2012/2013 | Portugalia | SuperLiga | 1     | 0      | 1      |
| FC Porto         | Razem     | Portugalia | SuperLiga | 112   | 7      | 5      |
| SSC Napoli       | 2012/2013 | Włochy     | Serie A   | 7     | 0      | 0      |
| Inter Mediolan   | 2013/2014 | Włochy     | Serie A   | 12    | 1      | 0      |
| Ogółem           | Ogółem    | Ogółem     | Ogółem    | 228   | 15     | 6      |

### Reprezentacyjne
| Lp. | Data                 | Miejsce                                 | Rywal              | Wynik | Rozgrywki             | Czas gry |
| --- | -------------------- | --------------------------------------- | ------------------ | ----- | --------------------- | -------- |
| 1   | 11 lutego 2009       | Estádio Algarve, Loulé/Faro             | Finlandia          | 1:0   | mecz towarzyski       | 90       |
| 2   | 23 marca 2009        | Estádio do Dragão, Porto                | Szwecja            | 0:0   | eliminacje do MŚ 2010 | 45       |
| 3   | 31 marca 2009        | Stade Olympique de la Pontaise, Lozanna | Południowa Afryka  | 2:0   | mecz towarzyski       | 45       |
| 4   | 10 czerwca 2009      | A. Le Coq Arena, Tallinn                | Estonia            | 0:0   | mecz towarzyski       | 90       |
| 5   | 12 sierpnia 2009     | Rheinpark Stadion, Vaduz                | Liechtenstein      | 3:0   | mecz towarzyski       | 28       |
| 6   | 9 września 2009      | Stadion im. Ferenca Puskása, Budapeszt  | Węgry              | 1:0   | eliminacje do MŚ 2010 | 2        |
| 7   | 3 marca 2010         | Estádio Cidade de Coimbra, Coimbra      | Chiny              | 2:0   | mecz towarzyski       | 90       |
| 8   | 1 czerwca 2010       | Complexo Desportivo da Covilhã, Covilhã | Kamerun            | 3:1   | mecz towarzyski       | 27       |
| 9   | 9 lutego 2011        | Stade de Genève, Genewa                 | Argentyna          | 1:2   | mecz towarzyski       | 90       |
| 10  | 26 marca 2011        | Estádio Municipal de Leiria, Leiria     | Chile              | 1:1   | mecz towarzyski       | 90       |
| 11  | 7 października 2011  | Estádio do Dragão, Porto                | Islandia           | 5:3   | eliminacje do ME 2012 | 90       |
| 12  | 11 października 2011 | Parken, Kopenhaga                       | Dania              | 1:2   | eliminacje do ME 2012 | 90       |
| 13  | 29 lutego 2012       | Pepsi Arena, Warszawa                   | Polska             | 0:0   | mecz towarzyski       | 23       |
| 14  | 26 maja 2012         | Estádio Municipal de Leiria, Leiria     | Macedonia Północna | 0:0   | mecz towarzyski       | 90       |
| 15  | 13 czerwca 2012      | Arena Lwów, Lwów                        | Dania              | 3:2   | EURO 2012             | 2        |
| 16  | 17 czerwca 2012      | Stadion Metalist, Charków               | Holandia           | 2:1   | EURO 2012             | 3        |
| 17  | 21 czerwca 2012      | Pepsi Arena, Warszawa                   | Czechy             | 1:0   | EURO 2012             | 2        |
| 18  | 15 sierpnia 2013     | Estádio Algarve, Loulé/Faro             | Panama             | 2:0   | mecz towarzyski       | 90       |